# 증후을묘

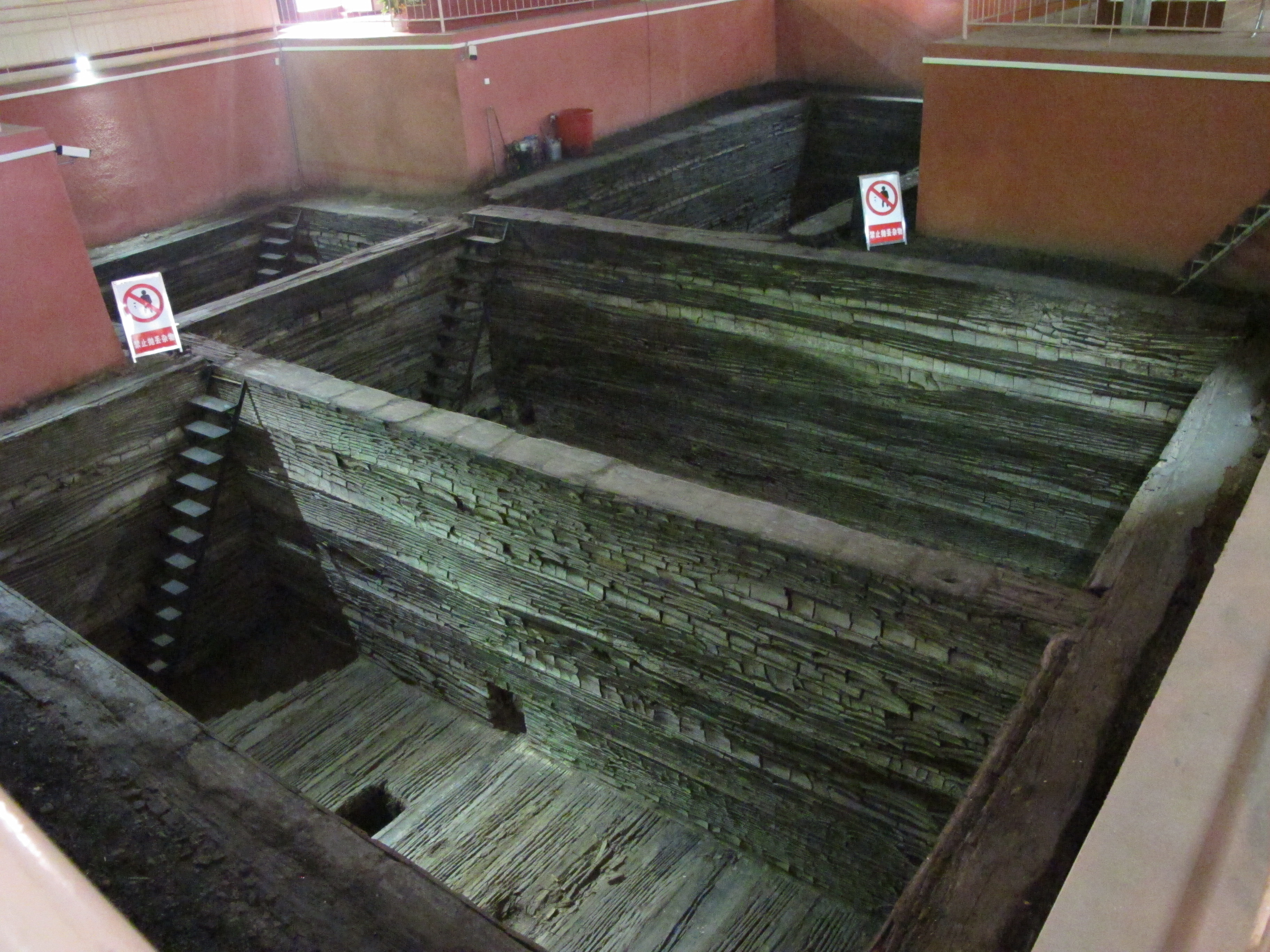

증후을묘(중국어: 曾侯乙墓, 병음: Zēng Hóu Yǐ)는 중화인민공화국 후베이성 쑤이저우시에 있는 고분으로 중요한 고고학적 유적지이다. 그 시대는 대략 기원전 433년 이후로, 중국 전국시대에 해당된다. 무덤에서는 청동제 편종을 비롯하여 28수가 적힌 칠기상자·무기·죽간 등이 발굴되었다.

## 발견 경위
1977년 9월, 쑤이현(随县) 동단파(东团坡)에서 중국 인민해방군 공군이 막사 확장을 위해 산허리에 발파작업을 진행하던 중, 지하의 진흙 속에서 무덤의 일부가 드러났다. 시공자였던 왕가귀(王家貴)와 정국현(鄭國賢)은 현에 문화재 담당 부서에 이를 보고하였으나 당국에서는 대수롭지 않게 여겼다. 이때 무덤의 거마갱에서는 청동제 유물이 출토되었으나, 현장의 공사 담당자는 이를 골동품으로 팔아넘겼다. 이후, 왕가귀는 3회에 걸쳐서 현에 가서 고고학자의 조사를 요청하였고, 비로소 당국에서도 주목하게 되었다. 1978년 5월 11일부터 공식적으로 발굴을 개시하여 17일에 배수 작업을 진행하였다. 21일에 도굴동을 발견하였고, 23일에는 오수가 빠지면서 증후을편종(曾侯乙編鐘)이 발견되었다.

## 무덤 주인
무덤의 주인은 45세 전후의 남성이고, 순장자는 13 ~ 25세의 여성으로 추정된다. 출토된 동종(銅鐘)의 명문의 감정을 통해, 전국 시대 초기 증나라의 군주 을(乙)의 무덤으로 판명되었고, 이로써 피장자는 증후 을(曾侯乙)로 명명되었다. 매장 시기는 초 혜왕 56년(기원전 433년) 경으로 추정된다.

## 참고 문헌
- So, Jenny F., 《Music in the Age of Confucius》, ISBN 0-295-97953-4